# 류한 묘소 출토 만장
류한 묘소 출토 만장(柳漢 墓所 出土 輓章)은 대한민국 경상남도 진주시에 있는 조선시대 류한의 묘소에서 출토된 만장이다. 2014년 3월 20일 경상남도 유형문화재 제564호로 지정되었다.
만장은 진주류씨(晉州柳氏) 대사성공파(大司成公派)의 류한(柳漢) 묘소에 부장되어 있던 것으로, 1963년경 개장 과정에서 출토되었다. 류한은 1400년대 말로부터 1500년대 중반까지 진주 지역에서 살았던 인물이며, 그의 묘소는 진주시 수곡면 원당에 소재한다.
어득강을 비롯한 7명의 작자는 1500년대 중엽 진주를 중심으로 활동하던 관리 및 유력 인사들이며, 작성 시기도 450년 이전의 것으로 추정되는 매우 이른 시기의 작품이다. 그리고 어득강을 제외한 나머지 작자들은 모두 문집이 전해 내려오지 않아 그들의 작품을 발견하기 어렵다. 따라서 류한의 묘소에서 출토된 만장은 16세기 중엽 장묘 문화를 이해할 수 있는 구체적 자료일 뿐만 아니라, 당시 진주 지역에서 활동한 인물들의 작품을 새로이 발굴한 의미도 크다.

## 참고 자료
- 류한 묘소 출토 만장 - 국가유산청 국가유산포털